# Ahmed El-Shenawy
Ahmed el-Shenawy (en árabe: أحمد الشناوي) (14 de mayo de 1991) es un futbolista egipcio que juega como portero en el Pyramids F. C. de la Premier League de Egipto.

## Clubes
| Club                   | País   | Año       |
| ---------------------- | ------ | --------- |
| Al-Masry               | Egipto | 2009-2013 |
| Zamalek S. C. (cedido) | Egipto | 2012-2013 |
| Al-Masry               | Egipto | 2013-2014 |
| Zamalek S. C.          | Egipto | 2014-2018 |
| Pyramids F. C.         | Egipto | 2018-     |